# Atletiek op de Paralympische Zomerspelen 2024 - 200 m vrouwen T37
De 200 meter voor vrouwen klasse T37 op de Paralympische Zomerspelen 2024 vond plaats op 31 augustus in het Stade de France. Deze klasse is voor atletes met cerebrale parese Deze atletes hebben bewegings- en coördinatieproblemen aan één lichaamshelft. Ze kunnen goed bewegen aan hun dominante kant van hun lichaam. De winnares van 2020 was Wen Xiaoyan uit de China, zij wist in 2024 haar titel te prolongeren. Nataliia Kobzar uit Oekraïne behaalde het zilver en de bronzen medaille was voor de Chinese Jiang Fenfen.

## Records
Voorafgaand aan het toernooi waren dit de wereldrecords en Paralympische records.
| Wereldrecord        | China Wen Xiaoyan | 25.75 | Kobe  | 25 mei 2024      |
| Paralympisch record | China Wen Xiaoyan | 26.58 | Tokio | 27 augustus 2021 |

## Finale
| Rang   | Baan | Naam                | Naam | Tijd  | Bijz. |
| ------ | ---- | ------------------- | ---- | ----- | ----- |
| Goud   | 8    | Wen Xiaoyan         | CHN  | 25.86 | PR    |
| Zilver | 9    | Nataliia Kobzar     | UKR  | 27.43 | SB    |
| Brons  | 6    | Jiang Fenfen        | CHN  | 27.55 |       |
| 4      | 2    | Jaleen Roberts      | USA  | 27.99 | SB    |
| 5      | 5    | Mandy Francois-Elie | FRA  | 28.20 |       |
| 6      | 3    | Viktoriia Slanova   | NPA  | 28.53 |       |
| 7      | 4    | Sheryl James        | RSA  | 29.08 |       |
| 8      | 1    | Aorawan Chimpaen    | THA  | 33.04 |       |
| 9      | 7    | Taylor Swanson      | USA  | 44.85 |       |